# Моисешти
Моисешти (рум. Moisești) је насеље у општини Иловица у жупанији Мехединци у Румунији. Према попису из 2021. у насељу је било 93 становника.

## Становништво
| 1992. | 2002. | 2011. | 2021. |
| ----- | ----- | ----- | ----- |
| 209   | 130   | 85    | 93    |

Моисешти је према попису из 2021. имао 93 становника што је за 8 више (+9,41%) у односу на попис из 2011. када је у насељу било 85 становника.
Према попису из 2011. већину становништва су чинили Румуни (98,82%).
| Етнички састав према попису из 2011.‍ | Етнички састав према попису из 2011.‍ | Етнички састав према попису из 2011.‍ | Етнички састав према попису из 2011.‍ | Етнички састав према попису из 2011.‍ |
| ------------------------------------ | ------------------------------------ | ------------------------------------ | ------------------------------------ | ------------------------------------ |
|                                      |                                      |                                      |                                      |                                      |
| Румуни                               | Румуни                               |                                      | 84                                   | 98,82%                               |
| Непознато                            | Непознато                            |                                      | 1                                    | 1,18%                                |